# Pw (digramme)
Cette page contient des caractères spéciaux ou non latins. S’ils s’affichent mal (▯, ?, etc.), consultez la page d’aide Unicode.
Pour les articles homonymes, voir Pw.
Pw (minuscule pw) est un digramme de l'alphabet latin composé d'un P et d'un W.

## Linguistique
- En arrernte, le digramme "pw" représente le phonème [pʷ].

## Ordre alphabétique
- En acholi, le digramme "pw" est considéré comme une lettre à part entière et est placée entre le P et le R (la langue n'utilise pas la lettre Q).

## Représentation informatique
Comme la majorité des digrammes, il n'existe aucun encodage de Pw sous un seul signe, il est toujours réalisé en accolant un P et un W.